# Ptilodactyla obesa
Ptilodactyla obesa is een keversoort uit de familie Ptilodactylidae. De wetenschappelijke naam van de soort is voor het eerst geldig gepubliceerd in 1847 door Erichson.